# Qovurma
Il qovurma, o kavurma, è uno stufato di carne con verdure e frutta tipico della cucina azera e turca. Per quanto a volte sia noto con il termine kourma, non possiede nessuna correlazione con la korma del subcontinente indiano, pur condividendone le origini etimologiche.

## Descrizione
Si ritiene che il termine qovurma discenda dalla parola prototurca qawirma, attestata per la prima volta nel XIII secolo.
In Azerbaigian, "qovurma" si riferisce a una serie di piatti correlati che includono la frittura della carne nel burro, ai quali vengono aggiunti frutta secca e agresto. In Iran si attestano degli stufati simili che prendono il nome di khoresh.
In Turchia il piatto è noto con il termine kavurma. Esso non va confuso con l'omonimo termine che indica la frittura delle verdure.